# Jimmy Potts
James Forster "Jimmy" Potts, född 25 februari 1899 i Ashington, England, död oktober 1986, var en engelsk professionell fotbollsspelare. 
Potts startade sin fotbollskarriär som amatör i Blyth Spartans och Ashington Colliery innan han skrev proffskontrakt med Leeds United 1924. Han var en framgångsrik målvakt och lagkapten från 1924 till 1934 och spelade total 262 matcher, varav 247 ligamatcher, för Leeds. Han avslutade karriären i Port Vale där han spelade total 86 matcher varav 82 ligamatcher innan han slutade med fotbollen 1936.